# Stazione di Palizzi
Stazione di Palizzi vasútállomás Olaszországban, Calabria régióban, Palizzi településen.

## Vasútvonalak
Az állomást az alábbi vasútvonalak érintik:
- Jonica-vasútvonal

## Kapcsolódó állomások
A vasútállomáshoz az alábbi állomások vannak a legközelebb:
- Stazione di Brancaleone
- Stazione di Bova Marina